# کراویه
کراویه (به صربی: Kravlje) یک منطقهٔ مسکونی در صربستان است که در نیش واقع شده‌است.

## جستارهای وابسته

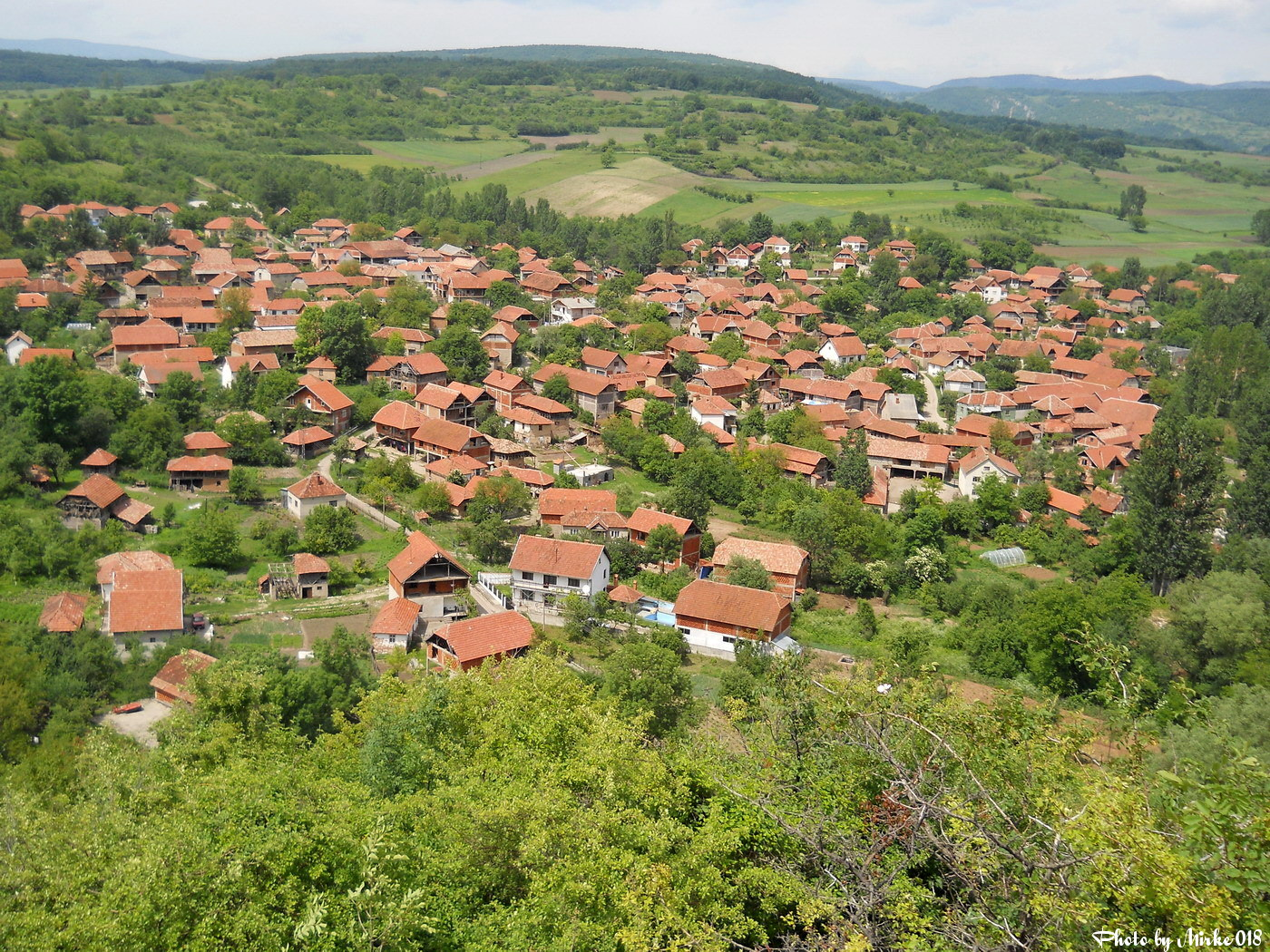